# 纳塔莉·梅德赫斯特
纳塔莉·梅德赫斯特（英語：Natalie Medhurst，1984年1月20日—），澳大利亚女子篮网球运动员。她曾代表澳大利亚国家队参加2010年和2014年英联邦运动会篮网球比赛，获得一枚金牌和一枚银牌。